# Барабаш, Виктор Максимович
Виктор Максимович Бараба́ш (19 декабря 1926, с. Осиновка Приморского края — 22 октября 2010, Ярославль) — советский администратор, первый секретарь Ярославского горкома КПСС в 1964-1974 гг.

## Биография
3 ноября 1943 г. в Ярославле был призван в Красную Армию, участник войны. Демобилизовался в апреле 1951 г.
Окончив институт, получил профессию инженера-технолога. Выдвинут на партийную работу.
В декабре 1964 г. избран первым секретарём Ярославского городского комитета КПСС. Содействовал развитию индустрии и благоустройству Ярославля. Был введён в строй автомобильный мост через Волгу, возрождён университет, открылась экспозиция художественного музея на Волжской набережной (в Губернаторском доме), построены дворцы культуры моторного завода и нефтеперерабатывающего завода, Дворец спорта «Торпедо», кинотеатр «Октябрь», новое здание областной библиотеки, гостиница «Юбилейная».
В 1974—1988 гг., работая третьим секретарём Ярославского обкома КПСС, курировал сферу капитального строительства, выполнение программы  строительства дорог на селе. Делегат XXIV съезда КПСС. Неоднократно был депутатом областного Совета народных депутатов.
Жена - Валентина Григорьевна Барабаш (Рославцева), библиотекарь.

## Награды
- Медаль «За победу над Германией в Великой Отечественной войне 1941–1945 гг.»

## Сочинения
- Школа партийности. М.: Советская Россия, 1972. 112 с.